# Балтийская хоккейная лига
Балтийская хоккейная лига (эст. Balti Hokiliiga, лит. Baltijos lygos, латыш. Baltijas hokeja līga) — международная хоккейная лига, основанная в 2018 году и объединяющая профессиональные клубы из Эстонии, Литвы и Латвии. Первый сезон лиги был официально разыгран в ноябре 2020 года.

## История
Первая попытка создания общего хоккейного первенства для команд из стран Балтии была предпринята в начале 2000 — х годов. Тогда чемпионом стал латвийский клуб «Металлург» из города Лиепая. Помимо латышских, литовских и эстонских команд, к участию в соревнованиях был приглашен один польский клуб. Однако затем лига начала испытывать серьёзные организационные и финансовые проблемы, вследствие чего руководство было вынуждено объявить о прекращении существования первенства.
Вновь планы по возрождению турнира были озвучены 9 ноября 2018 года на совместной пресс — конференции спортивных функционеров Латвии, Эстонии и Литвы.
Итоговое заявление по итогам переговоров было затем опубликовано на официальном сайте ФХЛ. Несмотря на то, что изначально старт состязаний был запланирован на декабрь 2019 года, его затем пришлось отложить на ноябрь 2020.

## Формат соревнований
Лига разделена на две конференции, носящих имена Дарюса Каспарайтиса и Сандиса Озолиньша соответственно. В каждой конференции выступают три команды.
Участниками Конференции Каспарайтиса являются клубы «Хоккей Панкс» (Вильнюс, Литва), «Лиепая» (Лиепая, Латвия), а также «Эверест» (Таллин, Эстония). В Конференции Озолиньша принимают участие команды «Мого» (Латвия), «Каунас» (Литва), а также «Тарту Калев-Вялк» (Эстония).

## Перспективы дальнейшего развития
В начале розыгрыши БХЛ планируется проводить параллельно с основными национальными турнирами стран — участниц, однако в дальнейшем руководители лиги рассматривают возможность полного отказа от проведения национальных чемпионатов и последующего объединения в общебалтийское соревнование.